# V.O
 (février 2020).
Si vous disposez d'ouvrages ou d'articles de référence ou si vous connaissez des sites web de qualité traitant du thème abordé ici, merci de compléter l'article en donnant les références utiles à sa vérifiabilité et en les liant à la section « Notes et références ».
V.O (stylisé [V.O]) est un jeu télévisé éducatif bilingue créé par Ellipse, FR3, Centre national d'enseignement à distance, et l'Agence nationale pour la formation professionnelle des adultes. Diffusé en crypté chaque samedi après-midi en 1990/1991 sur Canal+, puis rediffusé en clair du 11 septembre 1991 au 4 juillet 1992, et présenté par Amanda McLanesur FR3.